# Ebulum formosana
Ebulum formosana là một loài thực vật có hoa trong họ Kim ngân. Loài này được (Nakai) Nakai mô tả khoa học đầu tiên năm 1921.